# Nation of Domination
 (septembre 2017).
Si vous disposez d'ouvrages ou d'articles de référence ou si vous connaissez des sites web de qualité traitant du thème abordé ici, merci de compléter l'article en donnant les références utiles à sa vérifiabilité et en les liant à la section « Notes et références ».
Palmarès
WWF Intercontinental Championship (1 fois) – The Rock
WWF European Championship (2 fois) – D'Lo Brown
Nation of Domination (N.O.D) est un clan de catcheurs heel à la World Wrestling Federation, fondé le 18 novembre 1996 et dissous le 28 novembre 1998. Il est principalement composé de catcheurs afro-américain et ont un gimmick semblable au Black Panther Party.
Ce clan se forme en novembre 1996 et reprend un gimmick utilisé à l'United States Wrestling Association (USWA) par PG-13 (JC Ice et Wolfie D) en 1996.

## Histoire

### Formation à l'United States Wrestling Association(1996)
L'histoire de Nation of Domination débute à l'United States Wrestling Association (USWA), en 1996. C'est PG-13 (JC Ice et Wolfie D), deux catcheurs qui incarnent des danseurs de hip-hop, recrutent des catcheurs afro-américains comme Elijah, Mohammad Akeem et Shaquille Ali. Le groupe n'a jamais vraiment pris son envol dans cette fédération, le groupe décide de partir pour la WWF.

### World Wrestling Federation(1996-1998)
Début novembre, Farooq abandonne son personnage de gladiateur et prend comme manager Clarence Mason. Le 17 novembre au cours des Survivor Series, Farooq fait équipes avec Vader et les « faux » Diesel et Razor Ramon et affrontent Flash Funk, Jimmy Snuka, Savio Vega et Yokozuna. Avant ce combat, Farooq arrive avec PG-13 (JC Ice et Wolfie D) et aucune équipe remporte ce match car elles se disqualifient,. Le lendemain à Monday Night Raw, Farooq bat Savio Vega grâce à l'intervention de PG-13. Après ce combat, Ahmed Johnson vient en aide à Vega et attaque Farooq et PG-13. Dans les semaines qui suivent, Crush intègre le clan.
Le 15 décembre au cours d'In Your House 12 : It's Time, Farooq défie Johnson au Royal Rumble.

#### Black Supremacy (1997)
À Raw, Faarooq en a marre et exclut tout le groupe à l'exception de D'Lo Brown. Au King Of The Ring 1997, il perd son match face à Undertaker notamment en raison de la distraction de Crush, Savio Vega et Young Marlos venus près du ring. Cela permit un Tombstone Piledriver.
Ce fut la fin du premier cycle de la Nation Of Domination, il ne restait plus que Faarooq et Brown, mais lors de l'édition du 16 juin 1997 de Raw Is War, Faarooq promit à tout le monde de recruter un plus grand et un plus noir que Savio Vega ou Crush. Ce seront Kama Mustafa et son ancien ennemi, Ahmed Johnson qui rejoignit la N.O.D après un tag team match aux côtés du Taker contre Faarooq et Mustafa. Johnson n'eut toutefois pas de chance et se blessa, ce qui l'exclut du groupe. Faarooq en profita pour le détruire avec des mots, en le disant pas assez noir, et recruta Rocky Mavia. De leur côté, Crush et Savio Vega formèrent les groupes Los Boricuas et Les disciples de l'Apocalypse, qui étaient formés respectivement de lutteurs porto-ricains et motards lutteurs, c'est ceci qui entraina la Guerre des gangs WWF.
Les mois qui suivirent, entre les disciples de l'Apocalypse et les Los Boricuas, furent intenses et cette longue rivalité aboutit à un match triple menace entre Crush, Faarooq et Savio Vega. Ce fut ce dernier qui remporta ce match. Après ce combat, la Nation Of Domination reprit une petite rivalité contre la Legion Of Doom. À Bad Blood, la N.O.D remporta le match contre la L.O.D dans un 3 vs 2 Handicap Match. Rocky Maivia prit alors le nom de The Rock. Ahmed Johnson revint et forme une alliance avec Ken Shamrock et la L.O.D. Cela conduisit au Survivor Series, avec un match classique des SS, et cette fois-ci, c'est la L.O.D qui remporte ce match. Lors de In Your House X, The Rock perd face à Stone Cold Steve Austin pour le championnat, l'arbitre ne l'ayant pourtant pas disqualifié. Mais à la suite de cet incident, Stone Cold fut forcé de défendre son titre le lendemain à Raw Is War au bénéfice du Rock qui a remporté le WWF Intercontinental Championship. Au lieu de demander un combat revanche, Austin donna le titre au Rock. À la suite de ces événement étranges, Ken Shamrock, qui était déjà un ennemi de la Nation Of Domination, s'est mis à la chasse au titre IC du Rock. Début 1998, c'est à Mark Henry de rejoindre le mouvement, après avoir trahi son coéquipier de Tag Team Ken Shamrock, ce qui permit à Brown et Rocky de l'emporter.

#### La Nation sous The Rock / la chute de la Nation (1998)
Le 30 mars 1998, durant RAW is WAR, The Rock fait descendre Faarooq du poste de chef de la Nation Of Domination. Il transforma Kama Mustafa en The Godfather, le règne de la N.O.D version 2.0 est fini, maintenant, D'Lo Brown se pavane tranquillement comme The Rock, qui deviendra son associé plus tard. Avant l'objectif de la N.O.D était militant en permanent, maintenant c'est que The Rock conserve son titre IC. La N.O.D 3.0 feud au départ contre Faarooq, récemment exclu du groupe. Mais Ken Shamrock veut aussi ce titre et en Angleterre, The Rock et Brown s'inclinent face à Shamrock et le King Of Hart, Owen Hart. À In Your House 21, Shamrock, Blackman et Faarooq. En avril, Henry et Rock s'imposent face à Owen et Shamrock, grâce à Owen, nouveau membre de la Nation.
Après ça, la N.O.D ait commencé une feud contre la D-X ce qui en même temps a créé la parodie D-X. The Rock parlait de romantique à Chyna ce qui énerva la D-X mais ils ont été tenus dans les vestiaires par un chariot élévateur. Un match de rue fut finalement arrangé par les deux équipes, la D-X a perdu et Triple H fut montré du doigt comme responsable de cette défaite. Une double confrontation entre la N.O.D et la D-X a été arrangé, X-Pac contre D'Lo Brown pour le titre européen, et Triple H vs The Rock dans un match de l'échelle pour le Intercontinental Championship. On peut dire que la fin de la guerre entre la D-X et la N.O.D est au Over The Edge 1998.

## Membres du clan
| Identité                   | Arrivée          | Départ           | Notes |
| -------------------------- | ---------------- | ---------------- | ----- |
| Farooq                     | 18 novembre 1996 | 30 mars 1998     |       |
| Clarence Mason             | 18 novembre 1996 | 9 juin 1997      |       |
| JC Ice                     | 18 novembre 1996 | 30 mars 1997     |       |
| Wolfie D                   | 18 novembre 1996 | 30 mars 1997     |       |
| Crush                      | 13 janvier 1997  | 9 juin 1997      |       |
| D'Lo Brown                 | 13 janvier 1997  | 28 novembre 1998 |       |
| Savio Vega                 | 8 février 1997   | 9 juin 1997      |       |
| Kama Mustafa/The Godfather | 16 juin 1997     | 18 octobre 1998  |       |
| Ahmed Johnson              | 22 juin 1997     | 4 août 1997      |       |
| "The Rock" Rocky Maivia    | 11 août 1997     | 12 octobre 1998  |       |
| Mark Henry                 | 12 janvier 1998  | 28 novembre 1998 |       |
| Owen Hart                  | 27 avril 1998    | 5 octobre 1998   |       |